# Smoking Gun 民間科捜研調査員 流田縁
『Smoking Gun 民間科捜研調査員 流田縁』（スモーキングガン みんかんかそうけんちょうさいん ながれたえにし）は、原作：横幕智裕、作画：竹谷州史による日本の漫画、またおよびそれを原作としたテレビドラマである。『グランドジャンプ』（集英社）に掲載された。話数カウントは「evidence ○」。
タイトルの「スモーキングガン」とは、硝煙が立ち上っている銃器のことで、発砲したことが明らかに分かることから「動かぬ証拠」との意味を持つ。

## あらすじ
民間企業・科学捜査研究所は、法にも警察にも助けてもらえない、身の回りの些細な事件を解決する機関である。この物語は、研究員・流田縁が、様々な事件を解決するヒューマンミステリーである。

## 登場人物

### 千代田科学捜査研究所
流田 縁
本作品の主人公。研究員兼営業社員（自称：営業界の赤い彗星）。もじゃもじゃ頭と眼鏡が特徴。普段は極めてだらしなく、いつも飄々としているが、科捜研技官としての腕は非常に高い。かつては警視庁の科捜研に在籍しており、職場ではエースと呼ばれていたが、当時は陰湿な性格だった。3年前のある事件で、恋人で後輩のエミリが亡くなり、自身も当時の記憶を一部失い、退職。好物は、ドーナツ。決め台詞は、「SMOKING GUN（決定的証拠）」
石巻 桜子
デパートのエレベーター内で痴漢に遭ったことがきっかけで縁と出会い、彼の実力を目の当たりにする。これを機に亡き父の事件解明を依頼するが、鑑定料が支払えないため、千代田科捜研で働き始める。両親を亡くし、大学も中退している。
千代田 真紀
所長。縁の上司。くるみの実母の姉（義母）で、かつては刑事だった。姐御肌だが、経営のためなら従業員にも容赦ない檄を飛ばす。
千代田 くるみ
真紀の妹の娘（義理の娘）。小学生。6年前に実の両親が失踪したため、真紀に引き取られた。おませでしっかり者。
田坂 繁
DNA鑑定担当。鑑定結果に文句を言うと、ねちっこく説教する。
小宮山 祥子
画像解析担当。解析の実力は縁が認めるほど。昔はデザイナー志望だったが、創造力が無いために挫折した。

### その他
長友 エミリ
縁の元恋人で後輩。明るい性格で誰からも好かれていた。3年前、仙台市の倉庫で遺体となって発見された。
柏木 奈津
警視庁捜査一課。エミリの親友で同期。冷静沈着な性格。3年前の事件の犯人は、現場で倒れていた縁だと思っている。

## テレビドラマ
『SMOKING GUN〜決定的証拠〜』（スモーキングガン けっていてきしょうこ）のタイトルで、2014年4月9日から6月18日まで毎週水曜日22:00 - 22:54に、フジテレビ系の「水10ドラマ」枠で放送された。主演は香取慎吾。

### キャスト
詳細な人物説明は原作項目を参照。本項では簡単な続柄を記載。

#### 千代田科学捜査研究所
流田 縁（ながれた えにし）〈35〉
演 - 香取慎吾
営業兼調査員。元科学捜査研究所研究員。恋人・エミリが殺害され、自身も意識を取り戻すまでの12時間の記憶がなく、警察から「容疑者」として疑われていた。
石巻 桜子（いしのまき さくらこ）〈20〉
演 - 西内まりや
庶務担当。自身の父の調査で世話になり、その調査費用を支払うため、研究所で働き始める。裏表がなく素直な性格。
松井 丈太朗（まつい じょうたろう）〈22〉
演 - 中山優馬
アルバイト調査員助手。東都医科大学薬学部薬学科学生。7人の弟妹がいて、大黒柱となり一家を支えている。
小宮山 祥子（こみやま しょうこ）〈37〉
演 - 安藤玉恵
調査員。サボテンを家族同然に可愛がっている。
田坂 繋（たさか しげる）〈56〉
演 - イッセー尾形
調査員。元刑事。
千代田 真紀（ちよだ まき）〈42〉
演 - 鈴木保奈美
所長。元警視庁組織犯罪対策部所属のキャリア警察官。
千代田 くるみ（ちよだ くるみ）〈8〉
演 - 濱田ここね
真紀の義理の娘。

#### その他
永友 エミリ（ながとも エミリ）〈27〉
演 - 倉科カナ
縁の恋人。故人。元科学捜査研究所研究員。
柏木 夏生（かしわぎ なつき）〈38〉
演 - 谷原章介
真紀の元部下。エミリによく分析を依頼しており、彼女の能力を買っていた。
井川 智之
演 - 笠原秀幸
柴崎 孔明
演 - 宅間孝行
白石 慎太郎
演 - 小松利昌
千代田科学捜査研究所が入るテナントビルの管理人。くるみに懐かれ千代田科学捜査研究所の人たちからも信頼されたが、その後柏木たちの捜査の中で大島隆二が顔を整形して彼らを監視していたことが判明。正体がばれる前にくるみと桜子を誘拐する。

#### ゲスト
複数話・単話登場の場合は演者名の横の括弧（）内に表記。
第1話
- 大川 正義（ミカゲ損保顧問弁護士） - 中丸新将
- 石巻 春恵（桜子の母・雅夫の妻） - 山下容莉枝
- 石巻 雅夫（石巻鉄工所社長） - 佐伯新
- 鹿戸 澄夫（痴漢冤罪被害者） - 菊池均也
- 元木 英輔（雅夫の友人・ミカゲ損保保険外交員） - まいど豊
- 山路 弘之（ミカゲ損保渉外担当） - 芝崎昇

第2話
- 石井 祐二（自称ラーメン評論家） - 天野ひろゆき
- 野宮 礼子（浩二の妻） - 佐藤直子
- 野宮 浩二（ラーメン店雷麺店主） - 小野了
- 近藤（雷麺2号店店主） - 清水伸
- 園田 和夫（警視庁外堀警察署刑事） - 七枝実（第5話 - 第6話）
- 森下（園田の相棒） - 伊藤俊輔（第5話）

第3話
- 水野 高志（悦子の息子） - 玉元風海人（当時ジャニーズJr.）
- 水野 悦子（ストーカー被害者） - 高橋かおり
- 仲本 英司（市議会議員） - 野村昇史
- 濱田 輝男（麻薬密売組織リーダー・千代田家襲撃事件被疑者） - 伊方勝（第4話）

第4話
- 田中 花子（エミリの友人・きぼう信用金庫神田支店元職員） - 片瀬那奈（第5話 - 第6話）（整形前：福田らん）
- 藤春 獏人（一ノ瀬研究室元研究員・北浦刑務所受刑者） - 袴田吉彦（第7 - 9・最終話）

第5話
- 宮本 涼子（田坂の元妻） - あめくみちこ（第6話 - 第7話）
- 蔵森 優美（蔵森の妻） - 大谷英子（第6話）

第6話
- 宮本 優（田坂の息子・つるかめ文具契約社員） - 山本裕典（第7話）
- 蔵森 哲郎（きぼう信用金庫神田支店元支店長） - 井田國彦
- 島本（裁判傍聴マニア） - 岩崎う大

第7話
- 一ノ瀬 栄造（秀英大学農学部一ノ瀬研究室元教授） - 柴俊夫（第8話 - 最終話）
- 楠神 多聞（一ノ瀬研究室元研究員） - 平山浩行（第8話 - 第9話）（少年期：三谷翔太）
- 浜 幸彦（秀英大学農学部浜研究室教授） - 半海一晃（最終話）
- 柳田 正夫（つるかめ文具社員・優の上司） - 橋本拓也
- 鶴野 亀次郎（つるかめ文具社長） - 俵木藤汰
- 富田（つるかめ文具経理課社員） - 氏家恵

第8話
- 三上 尚美（藤春の交際相手） - 原田佳奈（最終話）
- 森脇（児童養護施設園長） - 勝倉けい子
- 大谷 治（宝石店クーゲ店主） - 嶋本勝博

第9話
- 美優（原田淳二の交際相手） - misono
- 上村 花梨（アバンギャルド社長） - 手島優
- 大島 隆二（一ノ瀬研究室元研究員） - 橋野純平（第10話 - 最終話）
- 月野 ケイ（グラビアアイドル） - 夏月

第10話
- 一ノ瀬 鈴子（一ノ瀬の妻） - 大谷直子
- 大島 英美（大島の妻） - 中込佐知子

### スタッフ
- 原作 - 横幕智裕、竹谷州史『Smoking Gun 民間科捜研調査員 流田縁』（「グランドジャンプ」連載 / 集英社）
- 脚本 - 酒井雅秋、武井彩
- 音楽 - 髙見優、信澤宣明
- 主題歌 - N'夙川BOYS「ジーザスフレンド」（ビクターエンタテインメント）[7]
- 演出 - 村上正典、佐藤源太
- 脚本協力 - 武井彩
- 演出補 - 菊川誠
- 科学捜査監修 - 山崎昭、古山翔平（法科学鑑定研究所）
- 警察監修 - 伊藤鋼一
- 医療監修 - 佐々木理恵
- 育種学監修 - 坂智広
- スタントコーディネート - 釼持誠
- ガンエフェクト - 早川光
- 操演 - 鳴海聡
- フードコーディネイト - はらゆうこ
- 広告宣伝 - 鈴木文太郎
- 広報 - 片山正康
- ホームページ - 丸谷利一
- 技術協力 - バスク、バンエイト
- 美術協力 - フジアール
- 編成企画 - 加藤達也
- プロデュース - 森安彩、伊賀宣子
- プロデュース補 - 久保田育美、高田良平
- 制作 - フジテレビ
- 制作著作 - 共同テレビ

### 放送日程
| 部                                                        | 各話   | 放送日        | サブタイトル                                                           | 脚本            | 演出     | 視聴率 |
| --------------------------------------------------------- | ------ | ------------- | ---------------------------------------------------------------------- | --------------- | -------- | ------ |
| 第1部                                                     | 第1話  | 2014年4月09日 | 売るのは決定的証拠 科学捜査と人の想いで弱者救う民間科捜研              | 酒井雅秋        | 村上正典 | 10.3%  |
| 第1部                                                     | 第2話  | 4月16日       | 強盗か怨恨か？防犯カメラが暴く真実                                     | 酒井雅秋        | 村上正典 | 07.2%  |
| 第1部                                                     | 第3話  | 4月23日       | 暴かれる過去の秘密 亡き恋人の裏の顔…                                   | 酒井雅秋        | 佐藤源太 | 07.9%  |
| 第1部                                                     | 第4話  | 4月30日       | 甦る過去と因縁!? 遂に新たな犠牲者が                                    | 酒井雅秋        | 村上正典 | 07.5%  |
| 第2部                                                     | 第5話  | 5月07日       | チーム解散 仲間が残した謎の証拠品？                                    | 酒井雅秋        | 佐藤源太 | 08.8%  |
| 第2部                                                     | 第6話  | 5月14日       | 謎の女が仕掛けた罠 亡き恋人からの伝言                                  | 酒井雅秋        | 佐藤源太 | 06.2%  |
| 第2部                                                     | 第7話  | 5月21日       | 哀しき過去との対峙 謎の天才科学者の影                                  | 酒井雅秋        | 村上正典 | 05.8%  |
| 第2部                                                     | 第8話  | 5月28日       | 事件は遂に核心へ！容疑者の意外な出生？ 服役囚が隠す呪われた研究とは？  | 酒井雅秋        | 佐藤源太 | 06.5%  |
| 第2部                                                     | 第9話  | 6月04日       | 目覚めた仲間が語る 真実と埋まりゆく記憶 禁断の研究と不可解な死の謎とは | 酒井雅秋        | 村上正典 | 06.1%  |
| 第2部                                                     | 第10話 | 6月11日       | 遂に真犯人現れる！ 死者から届いた証拠…遺書とワインに隠したトリック     | 酒井雅秋 武井彩 | 佐藤源太 | 07.2%  |
| 第2部                                                     | 最終話 | 6月18日       | 真実には続きが!? 衝撃の結末と罪の記憶 届けられた恋人の最期の言葉とは   | 酒井雅秋        | 村上正典 | 06.7%  |
| 平均視聴率 7.4%（視聴率は関東地区、ビデオリサーチ社調べ） |        |               |                                                                        |                 |          |        |